# Stallikon
Stallikon (toponimo tedesco) è un comune svizzero di 3 646 abitanti del Canton Zurigo, nel distretto di Affoltern.

## Geografia fisica

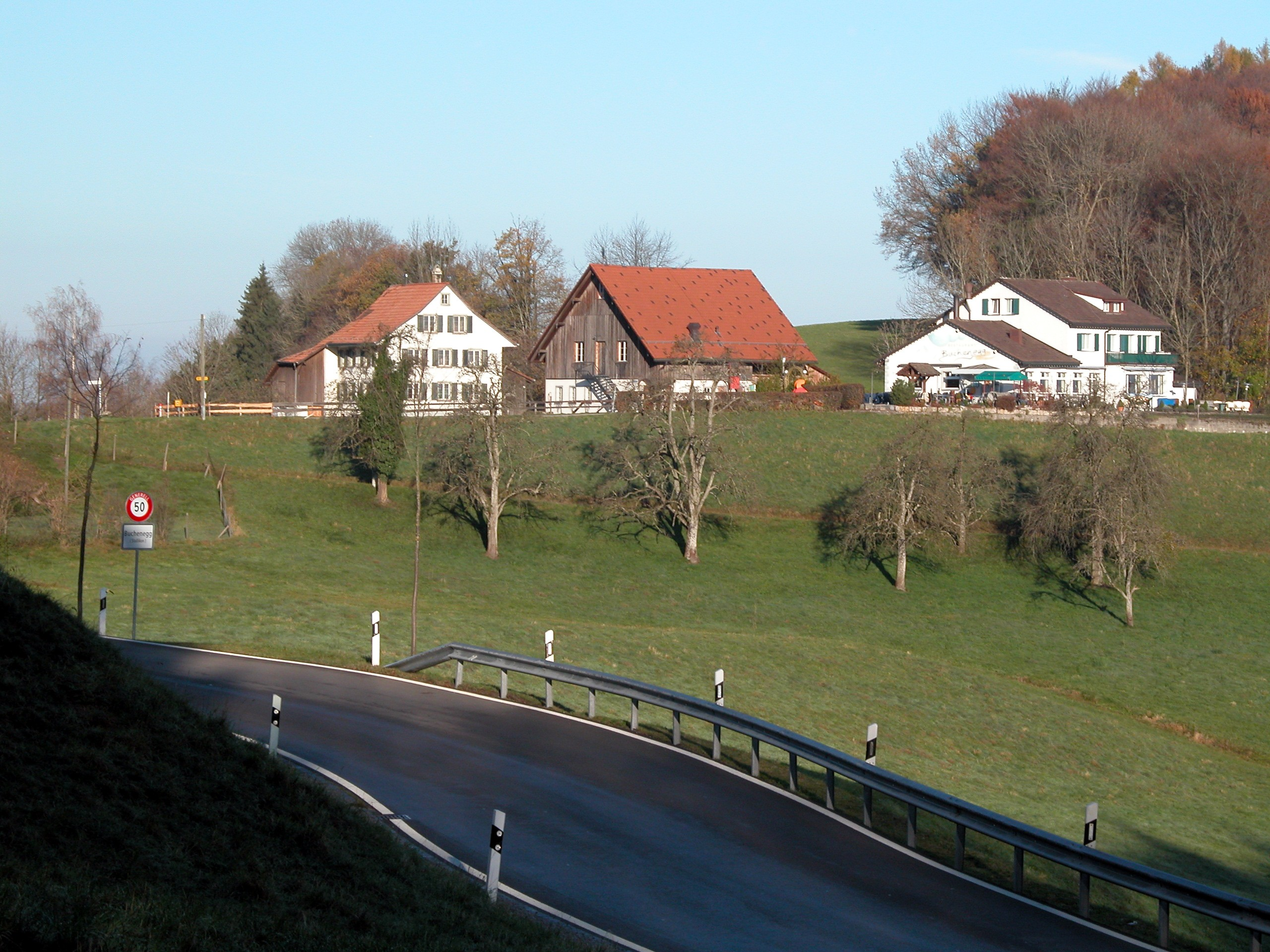
Il Buechenegg

Il passo Buechenegg collega Stallikon (località di Tägerst) con Langnau am Albis.

## Storia
Dal suo territorio nel 1831 fu scorporata la località Wettswil, divenuta comune automo.

## Monumenti e luoghi d'interesse

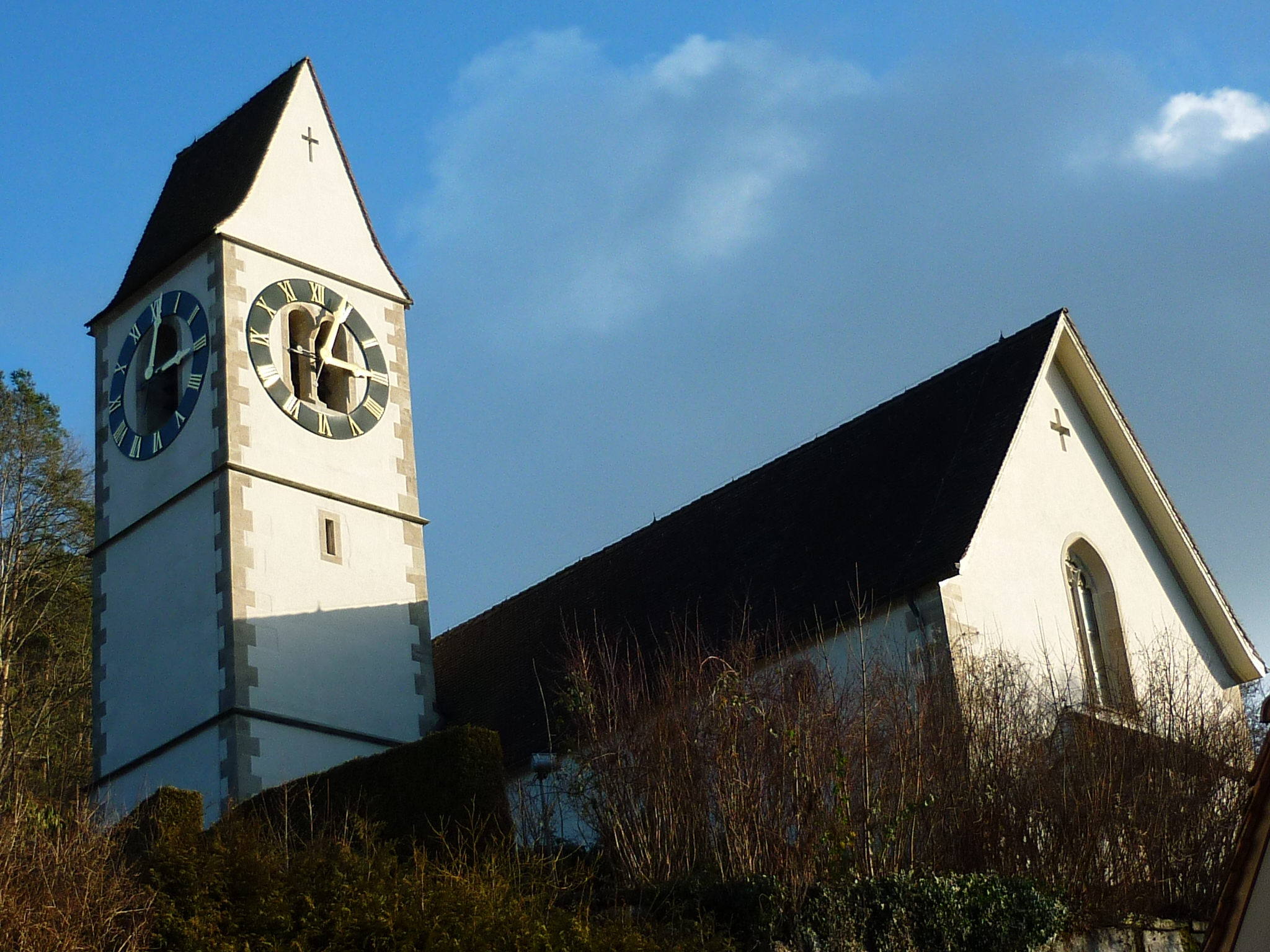
La chiesa di Santo Stefano

- Chiesa riformata di Santo Stefano, attestata dal 1157 e ricostruita nel 1448[1].

## Società

### Evoluzione demografica
L'evoluzione demografica è riportata nella seguente tabella (fino al 1772 con Wettswil):
Abitanti censiti

## Amministrazione
Ogni famiglia originaria del luogo fa parte del cosiddetto comune patriziale e ha la responsabilità della manutenzione di ogni bene ricadente all'interno dei confini del comune.